# Kanton Mende-Nord

Die Lage der Gemeinden im Kanton

Der Kanton Mende-Nord war von 1982 bis 2015 ein französischer Wahlkreis im Arrondissement Mende, im Département Lozère und in der ehemaligen Region Languedoc-Roussillon; sein Hauptort war Mende.
Der Kanton Mende-Nord war 140,72 km² groß und hatte 9082 Einwohner (Stand 2012).
Der Kanton umfasste Wahlberechtigte aus vier Gemeinden und einem Teil der Stadt Mende:
| Gemeinde       | Einwohner Jahr | Fläche km² | Bevölkerungsdichte | Code INSEE | Postleitzahl |
| -------------- | -------------- | ---------- | ------------------ | ---------- | ------------ |
| Badaroux       | 958 (2013)     | –          | – Einw./km²        | 48013      | 48000        |
| Le Born        | 149 (2013)     | –          | – Einw./km²        | 48029      | 48000        |
| Chastel-Nouvel | 779 (2013)     | –          | – Einw./km²        | 48042      | 48000        |
| Mende          | 11.679 (2013)  | –          | – Einw./km²        | 48095      | 48000        |
| Pelouse        | 217 (2013)     | –          | – Einw./km²        | 48111      | 48000        |

Der Teil der Stadt Mende (angegeben ist hier die Gesamteinwohnerzahl), der im Kanton lag, umfasste die Stadtteile
- Chaldecoste
- Causse d’Auge
- Valcroze
- Chabannes
- Chabrits
- Le Chapitre
- Changefège